# Leo van Heil

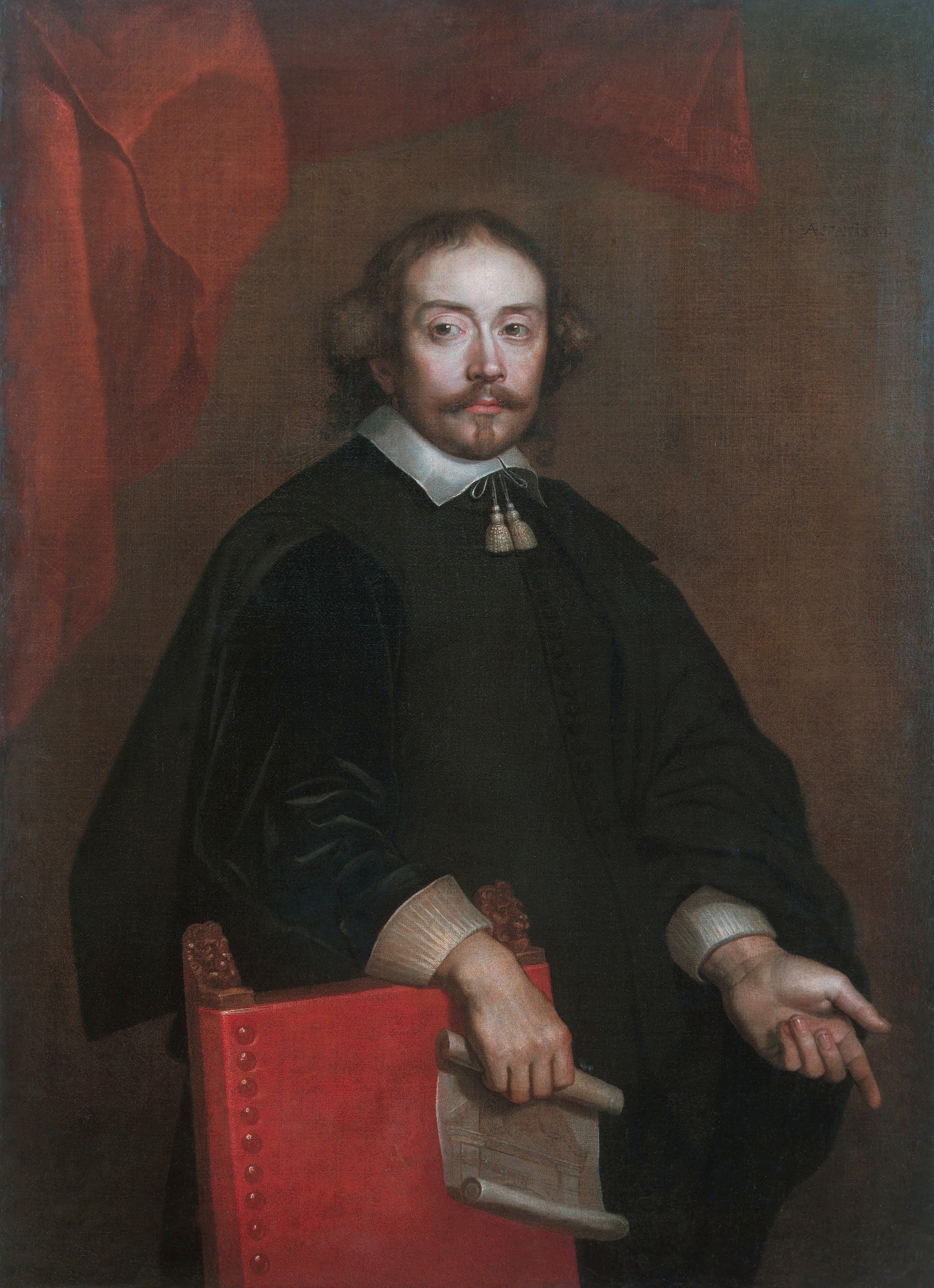
The Architect Leo van Heil (Frans Denys, circa 1648)

Leo van Heil, ook wel Léon(ard) of Leonardus, (Brussel, 1605 - na 1661) was een barokarchitect en -schilder.

## Afkomst en familie
Hij was de zoon van Leo van Heyl - verder onbekend - en had twee broers die ook schilders waren. Daniel van Heil stond bekend om zijn winterlandschappen en brandende steden; Jan Baptist van Heil om zijn portretten en altaarstukken.
Leo van Heil de Jongere bleef waarschijnlijk vrijgezel. De parochieregisters vermelden geen vrouw of kinderen, en hij was lid van de sodaliteit van de Jezuïetenkerk (Brussel).

## Werk
Volgens Cornelis de Bie was Leo van Heil gespecialiseerd in bloemen, dieren en insecten. Hij werkte graag naar de natuur in waterkleuren en combineerde kleine formaten met grote precisie. Voor "het plezier" maakte hij een gegraveerde versie van Rubens' Dans van dorpelingen en mythische figuren.
Leo's portret in Het Gulden Cabinet suggereert dat hij in de eerste plaats bouwkundige tekeningen maakte. Dit sloot aan bij zijn activiteit als architect. Hij was hofbouwmeester onder aartshertog Leopold Willem en ontwierp onder meer:
- het Heilig Geestkoor (1644) in de Onze-Lieve-Vrouwekerk (Lebbeke)
- een toneelzaal in de ‘Galerie des Empereurs’ van het Coudenbergpaleis (1650)[4]
- de Sint-Annakapel, Brussel (1655-61) (toeschrijving op basis van stijlkenmerken)
- de kapel van het Brigittinenklooster, Brussel (1663-67)
- de toren van de Sint-Niklaaskerk (Brussel) (bovenbouw en koepel, 1665)
- twee kapellen van de Sint-Michiels- en Sint-Goedelekathedraal: Onze-Lieve-Vrouw van Bevrijding (1649-55) en de zeshoekige Maeskapel (1672-75), in opdracht van Jan Baptist Maes.

De Kunstbibliotheek van de Staatliche Museen zu Berlin bezitten een cartouche met 19 gevelbekroningen ontworpen door van Heil. Hij droeg ze op aan zijn vriend Johannes Emmanuel Fierlands en liet ze graveren door Corijn Boel.

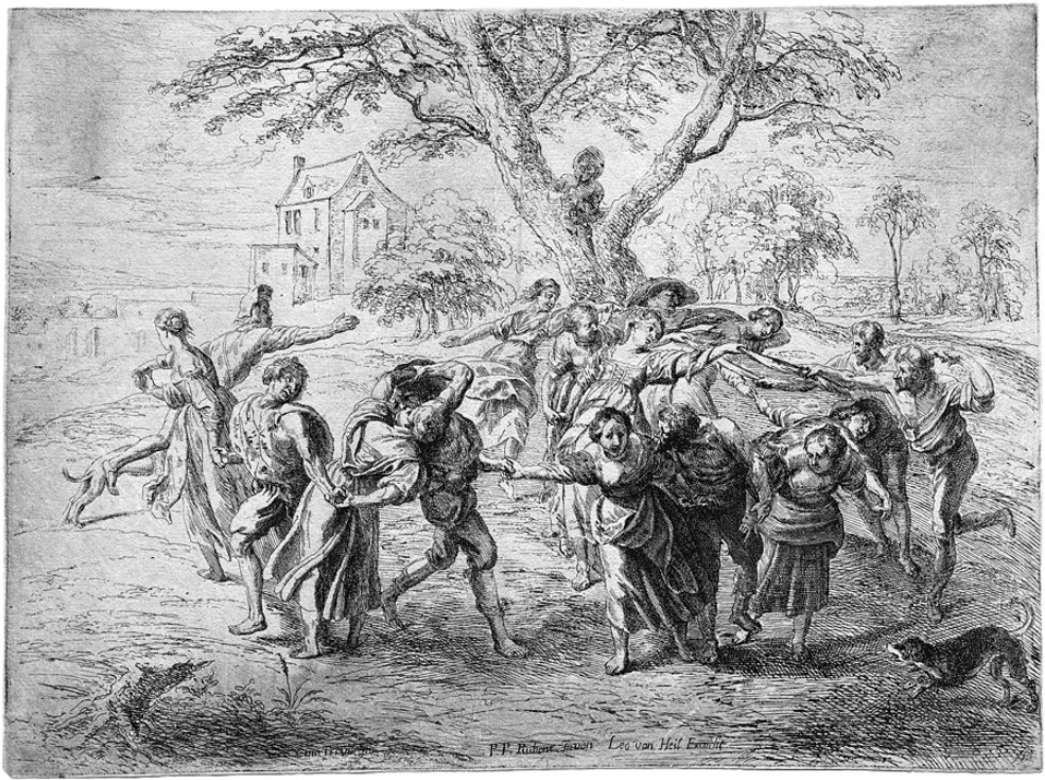
Landelijke rondedans
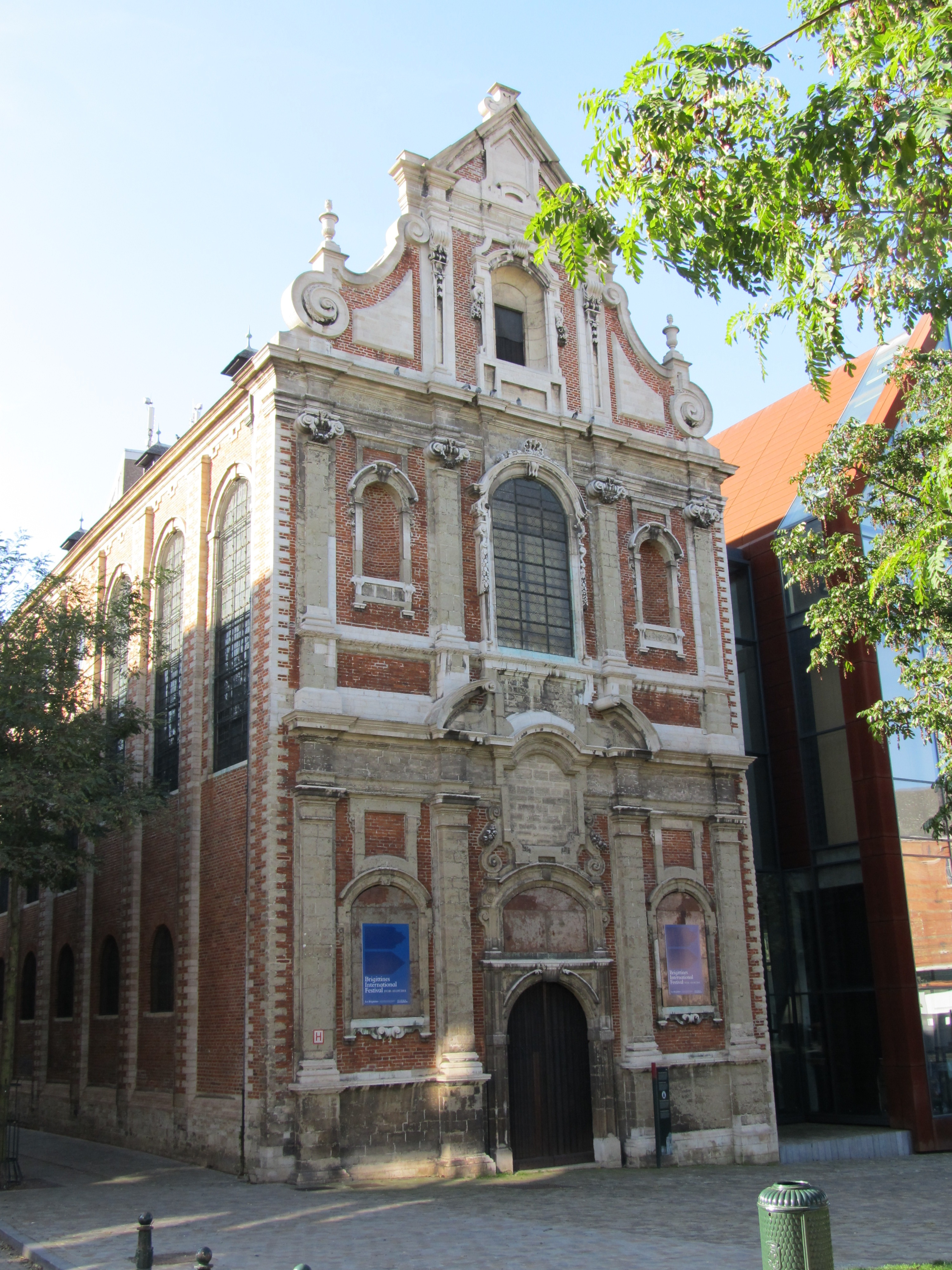
Brigittinenkerk
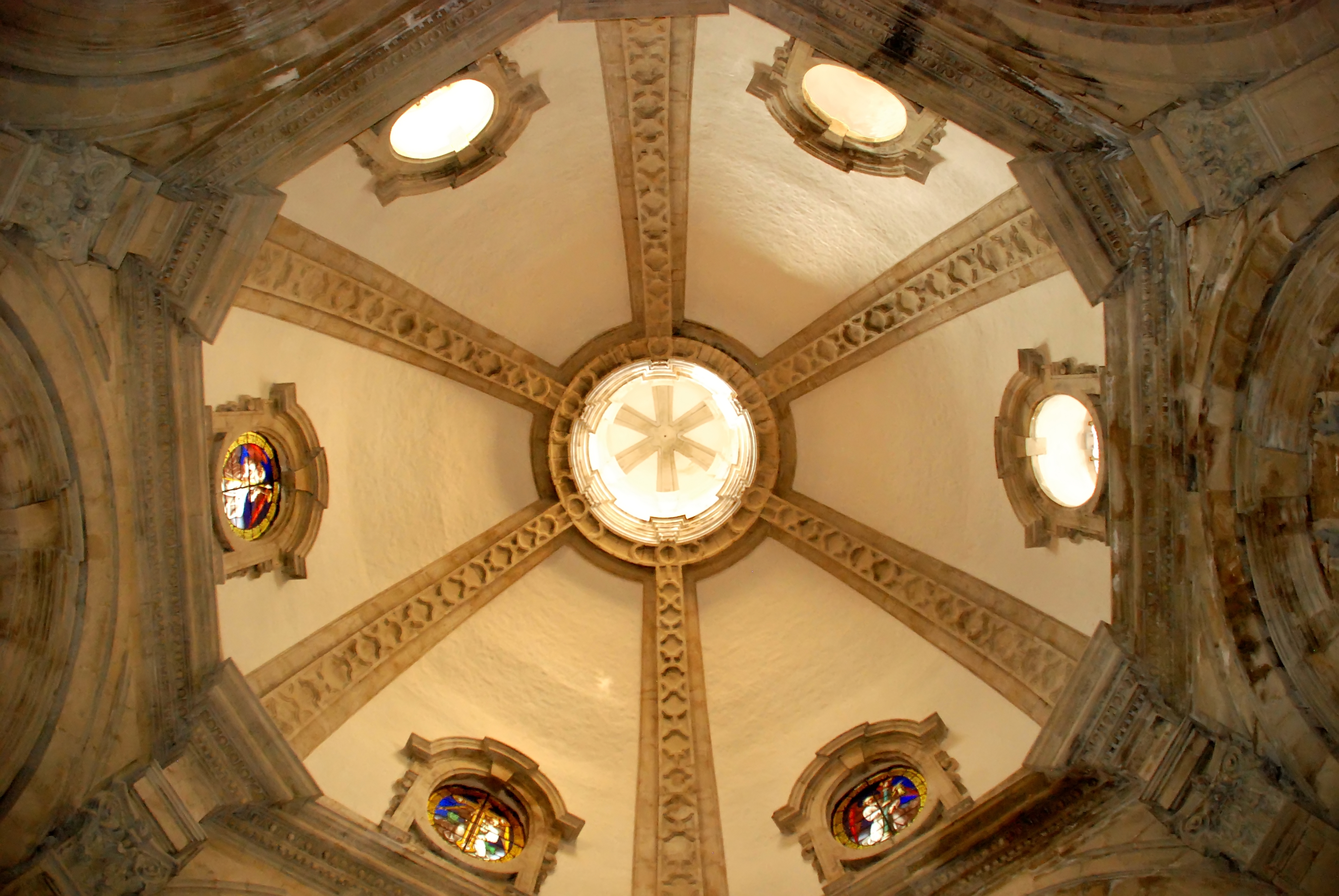
Koepel van de Maeskapel

Het is goed mogelijk dat van Heil geïdentificeerd moet worden met de gelijknamige prentverzamelaar. Hij was in elk geval meester in de Sint-Lucasgilde van Brussel (toegelaten 5 augustus 1627) en leidde o.a. Renier Meganck op.

## Iconografie
Er bestaan verschillende portretten van Leo van Heil:
- een waterverf en gouache op perkament (Nationalmuseum, Stockholm);[6]
- een schilderij van Frans Denys uit 1648;
- een gravure uit 1662 van Frederik Bouttats de Jonge naar Jan Baptist van Heil.